# Hermann II de Hesse
Pour les articles homonymes, voir Hermann II.
Hermann II, dit « le Savant » (der Gelehrte), est né en 1341 à Grebenstein et mort le 24 mai 1413. Il est landgrave de Hesse de 1376 à sa mort.

## Biographie
Hermann II de Hesse est le fils de Louis de Hesse et d'Élisabeth de Sponheim. Il fait ses études à Paris et Prague, puis succède à son oncle Henri II à la tête du landgraviat de Hesse en 1376.
À la suite de la guerre de succession qui a opposé le landgraviat au duché de Brunswick-Lunebourg, les caisses de l'État sont vides. Pour y remédier, Hermann II crée un nouvel impôt sur tous les produits alimentaires, les matières premières et les métaux importés. Ce nouvel impôt déplaît fortement à l'aristocratie et aux citoyens du landgraviat, et les représentants des villes de Basse-Hesse et de la vallée de la Werra refusent de le payer le 11 janvier 1377. L'année suivante, les citoyens dissolvent l'administration spéciale et forment une fédération de plusieurs villes. L'aristocratie adopte cette nouvelle fédération et occupa le château. Par l'intermédiaire du landgrave Balthazar de Thuringe, un compromis est trouvé en mai 1378.
Ces différents conflits n'empêchent pas Hermann II de publier en 1384 une nouvelle constitution dans laquelle il prive la ville de Cassel de son indépendance et où il s'instaure souverain absolu. Les citoyens hessois se tournent alors vers Balthazar de Thuringe, qui s'allie au duc de Brunswick-Lunebourg et à l'archevêque de Mayence.  Par trois fois, les troupes alliées attaquent la ville de Cassel, sans succès.
En 1399, Hermann II agrandit son territoire en prenant Ulrichstein, puis Hauneck en 1402 et Vacha en 1406.

## Mariages et descendance
En 1377, Hermann II épouse Jeanne (1362-1383), fille du comte Jean Ier de Nassau-Weilbourg. Ils n'ont pas d'enfants.
Veuf, Hermann II se remarie en 1383 avec Marguerite (en) (morte en 1406), fille du burgrave Frédéric V de Nuremberg. Huit enfants sont nés de cette union :
- Anne (1385-1386) ;
- Henri (1387-1394) ;
- Élisabeth (1388-1394) ;
- Marguerite (1389-1446), épouse Henri Ier de Brunswick ;
- Agnès (1391-1471), épouse Othon II de Brunswick-Göttingen ;
- Hermann (1396-1406) ;
- Frédéric (1398-1402) ;
- Louis Ier (1402-1458), landgrave de Hesse.